# Nervo dorsale della scapola
Il nervo dorsale della scapola è un nervo muscolare che origina come ramo collaterale dorsale del plesso brachiale. Nasce dalle radici del tronco primario superiore e riceve fibre da C4 e C5. È il primo dei due nervi toracici posteriori (il secondo è il nervo toracico lungo).
Dopo la sua origine, il nervo dorsale della scapola si dirige verso l'angolo superiore della scapola, innervando il muscolo elevatore della scapola. Quindi scende lungo il margine mediale fornendo rami per i muscoli grande e piccolo romboide. Emette anche piccoli rami per il dentato posteriore superiore.